# Philautus surdus
Philautus surdus är en groddjursart som först beskrevs av Peters 1863.  Philautus surdus ingår i släktet Philautus och familjen trädgrodor. IUCN kategoriserar arten globalt som livskraftig. Inga underarter finns listade i Catalogue of Life.